# چرخش پسر سفیدپوست
چرخش پسر سفیدپوست (انگلیسی: The White Boy Shuffle) عنوان نخستین رمان پل بیتی شاعر آمریکایی است که در سال ۱۹۹۶ نوشته شده‌است.